# L'ultimo bacio (singolo)
L'ultimo bacio è una canzone della cantautrice Carmen Consoli, estratto dal suo quarto album Stato di necessità del 2000. Il brano fa da colonna sonora del film omonimo L'ultimo bacio di Gabriele Muccino, in cui la Consoli ha anche un piccolo ruolo.
La canzone compare anche nell'album live Eco di sirene, pubblicato il 13 aprile 2018.

## Descrizione
La canzone, una delle più ricordate della cantante, è la storia di un addio, coraggioso perché forse unica soluzione, e sigillato appunto da un ultimo bacio sotto la pioggia, che si confonde con le lacrime, mascherandole. Come sottofondo della scena, il fischiare del vento sembra una sinfonia di violini. 
A questo proposito il brano cita un verso del brano Piove (mille violini suonati dal vento...), portato al successo da Domenico Modugno.
L'ultimo bacio è una ballata malinconica e molto romantica, formalmente molto diversa dal solito stile rock melodico della Consoli. Elemento distintivo dello stile della cantante catanese è il linguaggio particolarmente ricercato ed elegante, a rendere più solenne e suggestiva la scena descritta.
Per quanto concerne il significato della canzone, il brano esplora il sentimento di vuoto e di nostalgia che si avverte quando si affronta il distacco da una persona amata o a cui si è voluto davvero molto bene.  “L’ultimo bacio” ovvero l’espressione che dá il titolo alla canzone è un’immagine evocativa, un’istantanea suggestiva che rappresenta, nella mente di chi ascolta, l’ultimo gesto di amore verso la persona che è venuta a mancare.
Nel brano Carmen Consoli fa dell’ambiguità del testo un vero punto di forza, “L’ultimo bacio” interpreta il sentire di chi sta affrontando un momento di separazione definitiva, con tutto il carico di dolore che ciò comporta (“cerchi riparo, fraterno conforto, tendi le braccia allo specchio, ti muovi a stento e con sguardo severo”) inoltre va detto che il brano si presta a molteplici interpretazioni che vanno dalla nostalgia e il dolore provato per la fine di un grande amore, sino al dolore che si prova per un distacco ancor più profondo e definitivo come quello che si avverte in seguito ad un lutto per una persona intima.
Il brano dunque, mette al centro “l'intimità universale del dolore”, non a caso il testo della canzone è volutamente un testo aperto che consente all’ascoltatore di adattare il significato in base al proprio sentire emotivo, in base al proprio vissuto.
La melodia delicata e malinconica contribuisce a rendere il brano, e il messaggio che esso porta con sé, ancora più accessibile, amplificando emotivamente l’intimità del dolore.

## Video musicale
Girato dal regista Davide Marengo, il video de L'ultimo bacio è girato sul set del film, durante le scene relative al primo incontro fra Stefano Accorsi e Martina Stella, mentre sullo sfondo si vede la cantante, vestita di rosa e con una coroncina di fiori sulla fronte, cantare e osservare le scene intorno a lei, senza essere vista, quasi fosse un fantasma. L'unico momento di interazione della cantante con l'ambiente, è quando raccoglie in braccio un furetto e lo accarezza.